# Patrimonio
Cet article concerne la commune de Patrimonio. Pour le vin, voir Patrimonio (AOC).
Patrimonio est une commune française située dans la circonscription départementale de la Haute-Corse et le territoire de la collectivité de Corse. Elle appartient à l'ancienne piève de Patrimonio dont elle était le chef-lieu, dans le Nebbio.

## Géographie

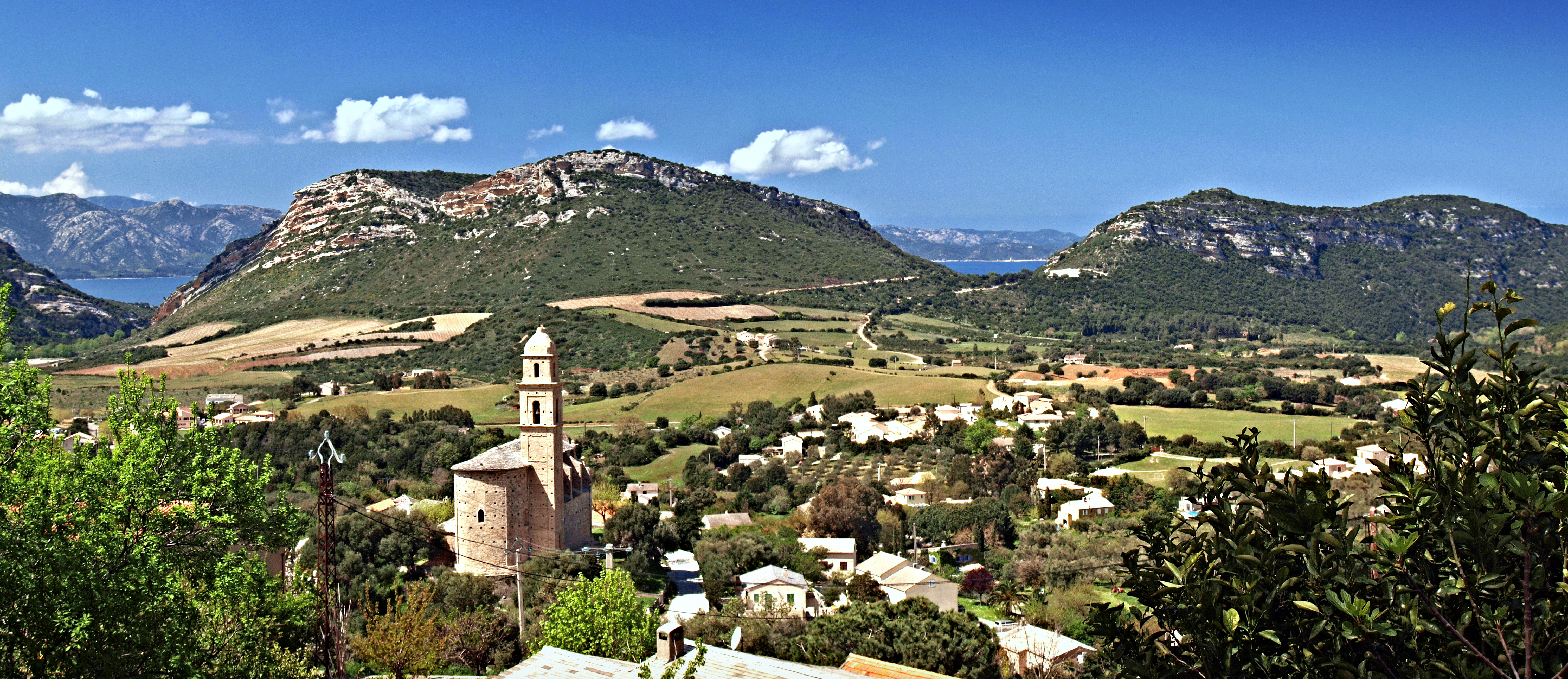
Panorama sur la plaine.

### Situation
Située dans la partie basse de la région du Nebbio appelée depuis l'Antiquité « Conca d'Oro » (traduction Conque riche), Patrimonio est l'une des 8 communes composant l'actuel canton de la Conca-d'Oro. Le village se trouve à 12 km de Bastia et 4 km de Saint-Florent. Cette commune réputée pour ses vignobles annonce le début de la péninsule du Cap Corse.

### Géologie et relief

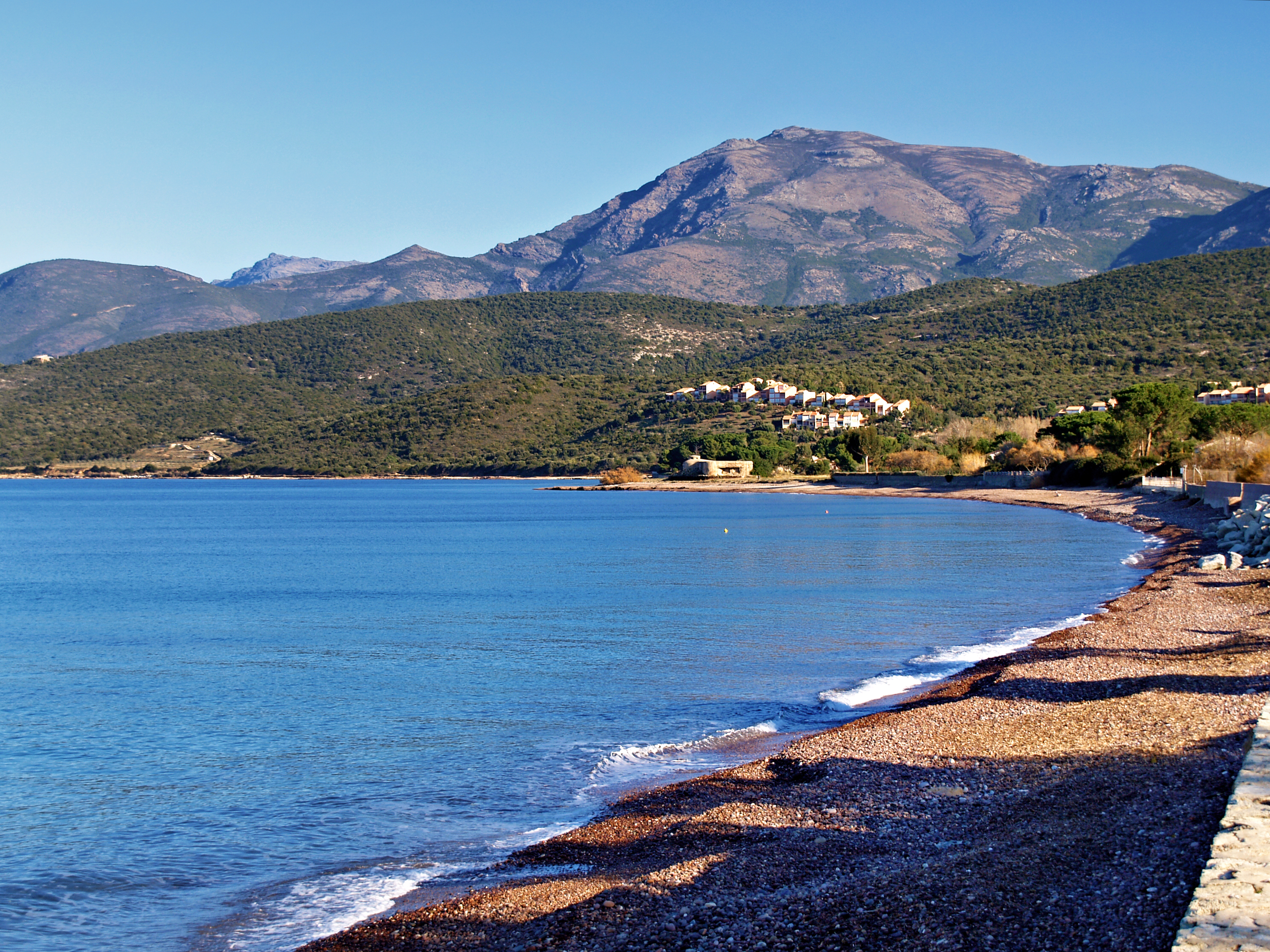
De la côte au Monte Pruno.

Patrimonio se trouve dans la « Corse schisteuse » ou alpine au nord-est de l'île. Elle est adossée à la Serra, la chaîne dorsale du Cap Corse qui est un bloc de schistes lustrés édifié au tertiaire lors de la surrection des Alpes sur un socle hercynien, et qui se prolonge au sud avec le massif du San Petrone en Castagniccia.
La commune occupe tout le bassin versant du Fium'Albino, l'« alvéole » le plus méridional de la façade occidentale du Cap Corse, orienté dans un axe est-ouest. Son territoire se compose de deux parties, entre lesquelles se trouve l'habitat ancien de Patrimonio :
- la partie orientale, cernée par des montagnes faisant partie de la chaîne de la Serra et marquant en grande partie ses limites territoriales naturelles, est une zone de montagne déserte. Le sous-sol est constitué majoritairement d'ophiolites souvent plissées, roches du plancher océanique ;
- la partie occidentale, qui s'étale jusqu'à la côte, comporte une zone collinaire sur le littoral, et une zone de plaine sous le village, majoritairement plantée de vignes. Elle se situe dans une zone géologique sédimentaire du secondaire, peu métamorphisée, avec des collines calcaires aux sommets arrondis, partagée avec Saint-Florent, et au travers desquelles le ruisseau de la Strutta a creusé son lit et façonné de remarquables falaises blanches érodées.

#### Façade maritime
Sa façade maritime baignant dans le golfe de Saint-Florent, est comprise entre l'embouchure du Fium'Albino (Farinole) au nord, et l'embouchure du ruisseau La Strutta au sud, soit environ 3,5 km de côtes découpées, comprenant au nord une faible partie de la plage de Cadarelli (ou Catarelli), et au sud la plage de galets d'Olzu, dominée par les résidences « Les Marines du Soleil ».
La côte comporte trois pointes qui sont, du nord au sud : Punta di Saeta, à 200 mètres à l'ouest de l'embouchure du Fium'Albino, Punta Vecchiaia qui est pourvue d'un feu et était jadis dominée par une tour génoise, et Punta di i Cani. Cette côte exposée aux vents d'ouest dominants, n'offre aucun abri aux navires.

#### Limites territoriales

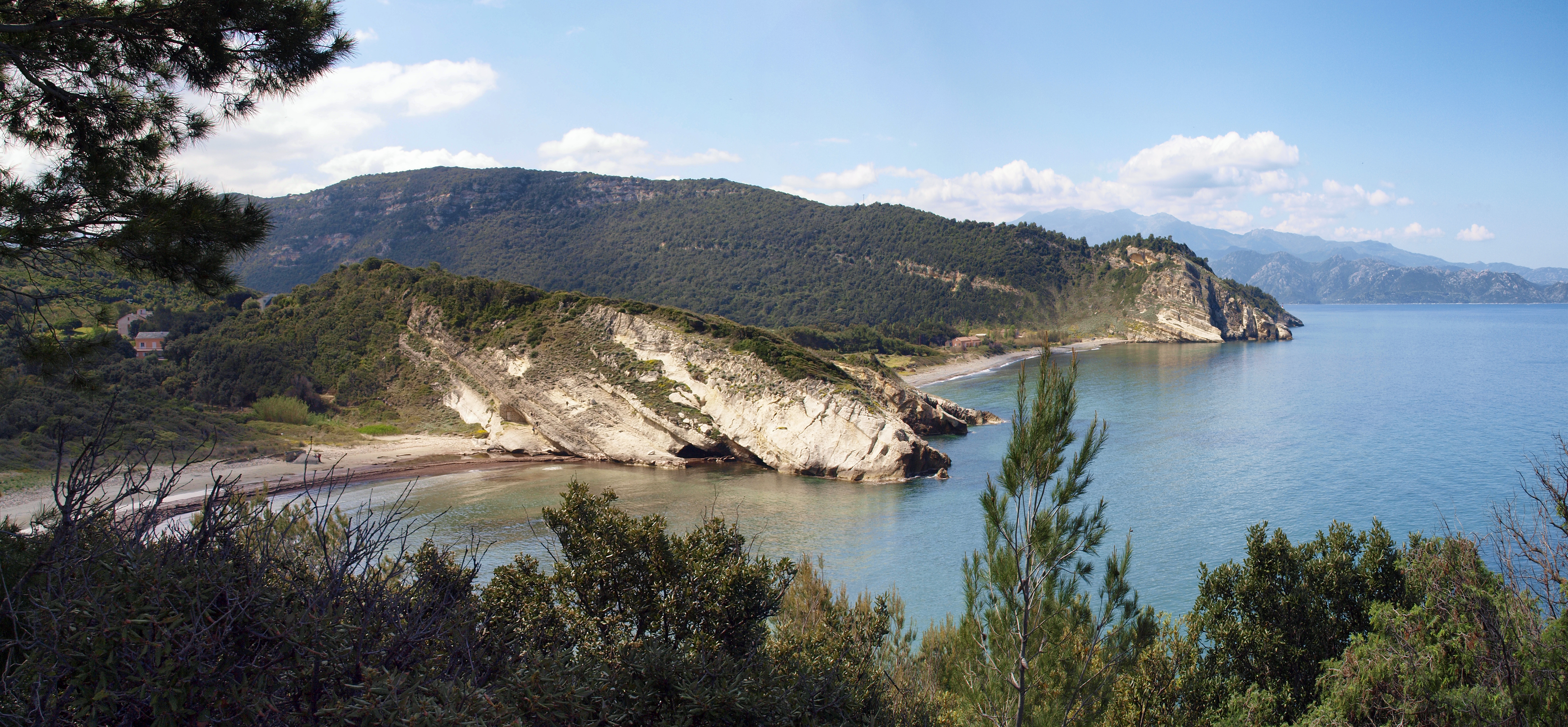
La punta di Saeta au nord du littoral.

La vallée qui s'ouvre sur le golfe de Saint-Florent, est délimitée :
- au nord, par le cours du Fium'Albino sur près d'un kilomètre depuis son embouchure, puis par une ligne se dirigeant vers l'est pour suivre la ligne de crête formée par le Tuffone Niellu (242 m) et rejoindre en quasi ligne droite la punta di Muzzelli (799 m), la cima di Gratera (1 024 m) plus haut sommet de la commune, puis la Funtana di Alziccia (915 m) « à cheval » sur les communes de Farinole, San-Martino-di-Lota, Ville-di-Pietrabugno et Patrimonio ;
- à l'est par le cours du ruisseau de Milaja sur 500 m depuis sa source, puis par une ligne de crête passant par les monte San Columbano (839 m), Monte Ventajola, Monte Murzaio (880 m) et Monte Muzzone (930 m), jusqu'au Pigno (958 m), sommet de la Serra di Pigno, « à cheval » sur Bastia, Barbaggio et Patrimonio. Sur le Pigno se trouvent les relais télévisuels visibles à la ronde, d'où la vue est large sur les deux mers, Méditerranée et Tyrrhénienne. Par beau temps, on découvre à l'est les îles de l'archipel toscan.
- au sud-est, par une ligne de crête partant du Pigno, passant par la cima di Malaspina (537 m) et déclinant rapidement jusqu'à l'altitude de 193 m pour prendre et suivre jusqu'à son embouchure, le cours du ruisseau de Vaccareccia. Ce dernier prend le nom de ruisseau La Strutta en franchissant la barrière de collines crayeuses du Monte Sant'Angelo (Poggio-d'Oletta).
- au sud le ruisseau La Strutta délimite le territoire de la commune avec celui de Saint-Florent.

### Climat et végétation

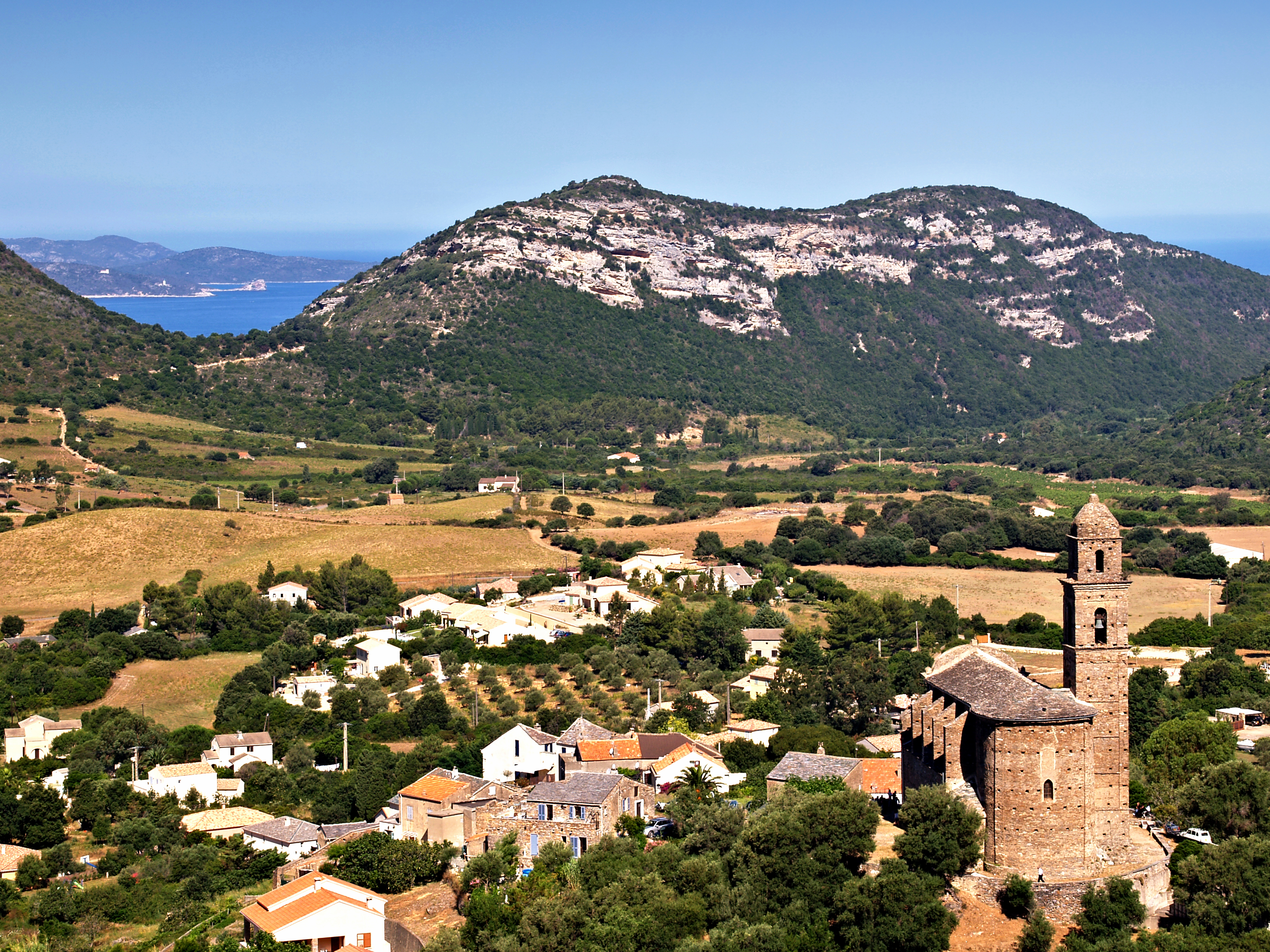
Partie occidentale de la commune.

La commune bénéficie d'un climat méditerranéen aux écarts thermiques modérés. Sur le littoral, il ne gèle quasiment jamais l'hiver. La neige atteint les hauteurs du Pigno quelques jours par an, tombant rarement en dessous de 400 mètres. Le pouvoir rafraîchissant de la Serra di Pigno est faible en été, mais l'exposition est importante dans cette commune à la sulana (adret), ensoleillée soumise fréquemment au libeccio, vent dominant, sec, violent, souvent mêlé au punente, l'autre vent d'ouest. Blotti dans son « alvéole », le village de Patrimonio et sa plaine sont relativement bien abrités de la tramuntana hivernale, vent sain mais sec, violent et glacial soufflant du nord.
Le manteau végétal des zones non cultivées est un maquis dense, souvent impénétrable, parsemé d'oliviers sauvages et avec des bosquets de chênes verts dans les vallons. Les abords du village sont plantés d'oliviers parfois séculaires. Sur les hauteurs, la végétation présente les traces d'incendies fréquents. Les zones cultivées le sont essentiellement de vigne produisant des vins et muscats A.O.C..

### Hydrographie
Patrimonio occupe tout le bassin versant du Fium'Albino.
Le Fium'Albino est un petit fleuve côtier qui coule au nord du village. Il prend sa source sur la commune, à l'ouest du monte San Columbano (839 mètres). La partie haute de son cours porte le nom de ruisseau de Serpaio. Il est tributaire du golfe de Saint-Florent.
Le ruisseau de Vaccareccia coule au sud du village. Il naît sur la commune de Barbaggio et devient le ruisseau La Strutta en approchant de son embouchure à Olzu.
Le ruisseau de Catarelli, petit fleuve côtier d'une longueur d'environ deux kilomètres, a son embouchure au lieu-dit l'Asprelu au milieu de la façade maritime de la commune.

### Voies de communication et transports

#### Accès routiers
La commune est traversée au nord-ouest, par la route D80 (ancienne route nationale 198 de Saint-Florent à Bonifacio comme encore portée sur les cartes cadastrales de Géoportail) qui fait le tour du Cap Corse, depuis le pont sur le ruisseau de Gritole, jusqu'au carrefour giratoire de Morta Maio, où elle fait jonction avec la route D81 (ancienne route nationale 199 qui prend le nom d'avenue Pierre de Bernardini dans la traversée de Santa Maria) qui relie Bastia à la Balanina dans la vallée de l'Ostriconi, via le Désert des Agriates.

#### Transports
Patrimonio est distant par route, de 17 km de la gare des CFC de Bastia, de 18 km du port de commerce de Bastia, et de 32 km de l'aéroport de Bastia Poretta.

## Urbanisme

### Typologie
Patrimonio est une commune rurale, car elle fait partie des communes peu ou très peu denses, au sens de la grille communale de densité de l'Insee,,,.
Par ailleurs la commune fait partie de l'aire d'attraction de Bastia, dont elle est une commune de la couronne. Cette aire, qui regroupe 93 communes, est catégorisée dans les aires de 50 000 à moins de 200 000 habitants,.
La commune, bordée par la mer Méditerranée, est également une commune littorale au sens de la loi du 3 janvier 1986, dite loi littoral. Des dispositions spécifiques d’urbanisme s’y appliquent dès lors afin de préserver les espaces naturels, les sites, les paysages et l’équilibre écologique du littoral, par exemple le principe d'inconstructibilité, en dehors des espaces urbanisés, sur la bande littorale des 100 mètres, ou plus si le plan local d’urbanisme le prévoit,.

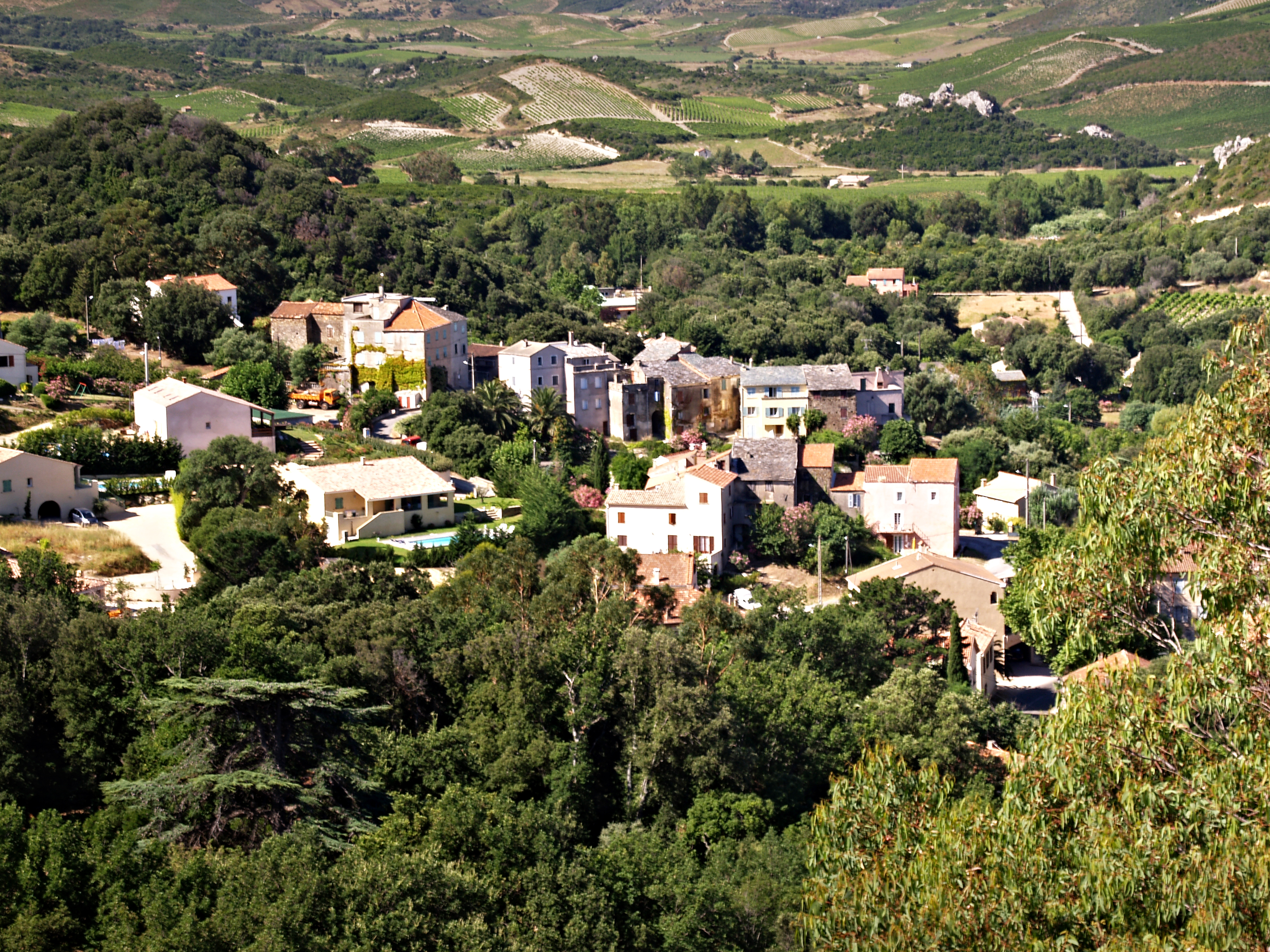
Vue de Santa Maria.

Patrimonio est un bourg en développement. De par la proximité de l'agglomération bastiaise, sa population croît. Elle se répartit autour de plusieurs hameaux anciens : Fracciasca, Cardeto, Calvello, Ficaja, Stazzona, Palazzo, Casale et Puccinasca. Campo d'Elge et Morta Maio, entourés de parcelles de vignes, sont des nouveaux quartiers situés plus bas, au carrefour des routes D 80 et D 81, se développant en direction du cap et du village.
Dominant la plage d'Olzu, « les Marines du Soleil » prévues au départ pour la location touristique, sont devenues un ensemble résidentiel pour de nombreux habitants.

### Occupation des sols
L'occupation des sols de la commune, telle qu'elle ressort de la base de données européenne d’occupation biophysique des sols Corine Land Cover (CLC), est marquée par l'importance des forêts et milieux semi-naturels (77,5 % en 2018), une proportion sensiblement équivalente à celle de 1990 (79,4 %). La répartition détaillée en 2018 est la suivante : 
milieux à végétation arbustive et/ou herbacée (56,9 %), espaces ouverts, sans ou avec peu de végétation (14,1 %), prairies (10,2 %), forêts (6,5 %), zones urbanisées (5,5 %), zones agricoles hétérogènes (3,6 %), cultures permanentes (3,1 %), eaux maritimes (0,1 %). L'évolution de l’occupation des sols de la commune et de ses infrastructures peut être observée sur les différentes représentations cartographiques du territoire : la carte de Cassini (XVIIIe siècle), la carte d'état-major (1820-1866) et les cartes ou photos aériennes de l'IGN pour la période actuelle (1950 à aujourd'hui).

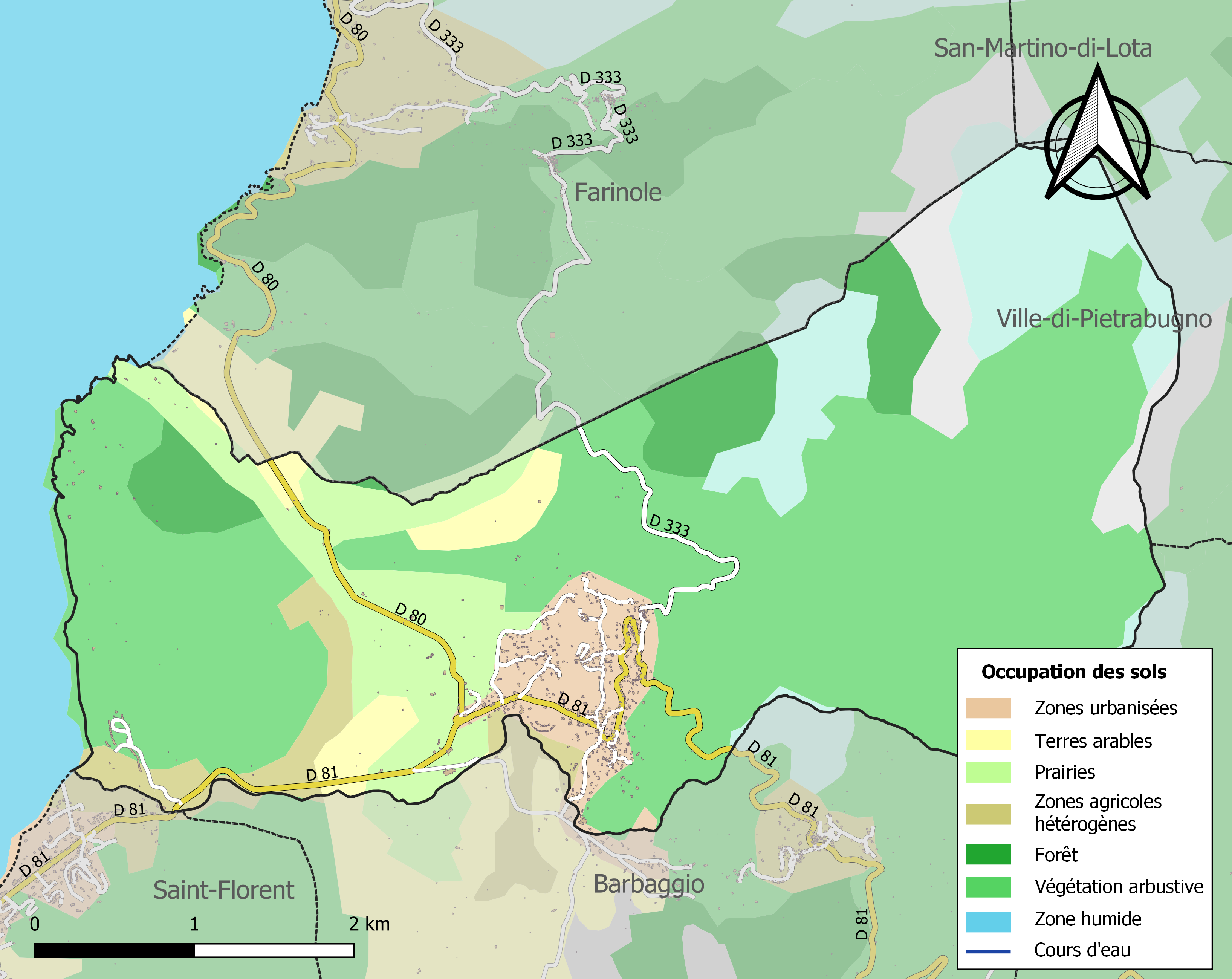
Carte des infrastructures et de l'occupation des sols de la commune en 2018 (CLC).

## Histoire

### Préhistoire
La commune est d'occupation très ancienne, attestée par la statue-menhir U Nativu retrouvée dans la commune voisine de Barbaggio.

### Antiquité
Sous l'Antiquité, les vins de Patrimonio étaient déjà appréciés. On peut lire dans un article du Figaro du 16 janvier 2009 : Il y a vingt-six siècles, les Grecs ont démarré le vignoble corse que les Romains ont ensuite développé, puis freiné avec l'empereur Domitius pour ensuite le relancer avec Probus.
Les Cilebenses (ou Nebolensii) occupaient l'ancien pays du Nebbio. Cersunum et Ostricon étaient leurs principales civitates. Un des cinq évêques de la Corse avait sa résidence à Cersunum, cathédrale de Nebbio. Au temps de Sénèque, la plupart des autochtones avaient dû quitter le Cap Corse pour se réfugier sur les hauts plateaux du Nebbio.
La christianisation de la Corse a été tardive, au IVe siècle, à partir de Mariana et Aléria. La plupart des Santi corsi (Divota, Ghjulia, Riparata, Parteu, Appianu, Fiorenzu) sont en réalité des saints d'origine africaine dont le culte a été apporté par les évêques catholiques déportés au Ve siècle  par les Vandales ariens en Corse.
Au VIIe siècle les habitants du Nebbio sont romanisés et en grande partie christianisés. En 935, la ville de Nebbio sera saccagée par les Sarrasins et abandonnée, l'évêché privé de son pontife.

### Moyen Âge
- 825 : l’empereur d’Occident Louis le Pieux, l'un des fils de Charlemagne, envoie en Corse son fils Lothaire, puis en 828, le comte Boniface II de Toscane, pour en chasser les Maures. Ce dernier, après avoir reconquis la quasi-totalité de l’île, pourchasse les Maures jusqu’en Afrique.
- Au début du XIe siècle, probablement après la bataille de Luni (1016), des seigneurs toscans ou génois, sans mandat du Saint-Siège, passent en Corse et, aidés par les populations chrétiennes, chassent les musulmans du Nebbio, de la Balagne, de Mariana et d'Aléria[13].
- 1092 : Gênes obtient du pape Innocent II les diocèses de Mariana, Accia et Nebbio de la Terra del Comune, partie nord de l'île où la pieve est la base des administrations, dans laquelle chaque village (paese) n'est qu'une communauté n'ayant droit au regard que sur son circulu (cercle des terres proches).
- Au XIIIe siècle le territoire est dominé par les Cortinchi. Les Avoragij (Avogari) qui occupaient Nonza et le pays environnant, mirent à profit les conflits entre d'autres seigneurs locaux pour arrondir leur seigneurie et augmenter leur puissance ; ils occupèrent la Pietra[Note 4] de Patrimonio avec toute cette vallée et s'emparèrent à deux reprises de Farinole, mais ils en furent toujours chassés par Orlando[Note 5] qui, grâce à son courage, se fit seigneur du Nebbio[15].
- 1267 : l'évêque Arrigo de Nebbio demande au gonfalonier et aux représentants du comunale de la piève de Santa Maria et San Firenzo de reconnaître les confronts du tenimento de lo episcopato entre les églises San Martino et Santa Maria de Patrimonio[16].
- 1289 : Emanuele Da Mare, envoyé à Gênes comme procurateur par Giovanninello de Loreto, fit donation à Oberto Spinola et Corrado d'Oria, tous deux chefs de la commune de Gênes, des châteaux, terres, villages, soit tout ce qui était soumis en Corse à l'autorité de Giovanninello, frère du comte Orlando, c'est-à-dire des châteaux de Patrimonio, de Montalto, de Poggio Pinzuto, de la Croce, de Montaggione, de Tuda, de Longhetta, de Pietr'all'Arretta[Note 6], de S. Damiano, de Brumica, de Porretto, de Montebello et de Pietra di Bugno[15].
- 1340 : Orlando Cortinco de Patrimonio et Guglielmo della Rocca, seigneurs insulaires, se rendent à Gênes pour implorer l'aide du doge Simone Boccanegra. Gottifredi de Zoaglio envoyé sur l'île avec le titre de Maréchal par Gênes, fit pendre Orlando Cortinco de Patrimonio suspecté de trahison, et prit le château de Patrimonio.
- 1359 : il semblerait que jusqu'au XIVe siècle environ, la région de Patrimonio soit une piève à part entière centrée sur l'église San Pietro. Lors de sa visite en Corse en 1359 l'archevêque de Pise, Giovanni Scarlatti, évoque en tout cas de manière incontestable la plebs Sancti Petri de Patrimonio, Nebiensis diocesis[16]. Existait San Martino de Patrimonio, église secondaire déjà présente dans les documents du XIIIe siècle.
- 1370 : le comte Arrigo della Rocca parcourut l'île entière dans tous les sens jusqu'à Brando. Ce fut vers cette époque que mourut Rinuccio Cortinco de Patrimonio, vicaire des Génois pour toutes leurs possessions en Corse.

#### Castello de Patrimonio
En 1289, dans l'acte de serment de Giovanninello de Loreto, c'est Patrimonio qui apparaît le premier des biens légués à la république de Gênes. « En 1247 il est encore indivis pour des raisons qui nous échappent. Au début du XIVe siècle, Guglielminuccio et Orlando Cortinco revendiquent une partie de l'héritage de leur grand-mère, une Loreto de Nebbio. Leur grand-oncle, Rolanducello refusant le partage, c'est les armes à la main que les Cortinchi présentent leur requête et s'emparent de sa seigneurie. Ils investissent alors, en premier lieu, le château de Patrimonio. Quelques années plus tard, il est entre les mains des Génois qui le considèrent comme un point stratégique essentiel. Dès 1324 il appartient à Nicolo Doria et entre 1348 et 1351 on y installe un capitaine avec une importante garnison de quinze arbalétriers. En juin 1349, la répartition des dépenses ordinaires des fortifications sous le contrôle de Gênes montre que seules les places fortes de Portovenere et du Sperone de Savone, dans la péninsule, sont mieux dotées, signe incontestable de son importance stratégique et politique ».
Deux des châteaux cités dans l'acte, ont donné leur nom à des lignages déjà mentionnés quelques décennies auparavant. Le premier cité est le lignage de Poggio Pinzutu — quelli di Poio Pinsuto — dont l'un des représentants est propriétaire en 1220 de terrains à Patrimonio, c'est-à-dire à quelques centaines de mètres du château. Le château est cité aussi en 1247, dans le serment de fidélité prêté à la Commune de Pise par les seigneurs de Bagnaia qui ne possédaient qu'un tiers du castrum.
La fortification dite aussi « la Tozza de Patrimonio », dont il ne reste que des vestiges, se situe aujourd'hui à l'est du village. Elle est construite à 250 m d'altitude, proche des habitats, sur un éperon calcaire d'un peu moins de 100 m de long pour environ 30 m de large, délimité sur trois de ses versants par des falaises de plusieurs dizaines de mètres de hauteur. Le sommet de ces à-pic a pu être, au moins par endroits, couronné d'un mur prenant appui dans les failles des rochers et destiné à condamner les accès qui restaient possibles par certains couloirs verticaux, notamment à l'ouest. Mais le principal élément de la fortification demeure l'enceinte, disposée perpendiculairement à l'axe de l'éperon. Les matériaux utilisés sont in situ, des traces de carrières ayant été décelées. Les murs ont une épaisseur de 1,80 m, ceux de la courtine du château atteignent 2,40 m.
Ce castello semble avoir été détruit durant la révolte anti-seigneuriale de 1357-1358, qui vit la destruction de tous les châteaux sauf six qui sont volontairement épargnés pour servir de siège de justice ou pour protéger des marines. Le donjon quadrangulaire pourrait avoir été en totalité détruit lors d'interventions militaires au XVe siècle, durant l'épisode milanais entre 1464 et 1478.

### Temps modernes
- Vers 1530, la pieve de Patrimonio se trouvait dans le domaine généralement appelé par les gens du pays il circolo del vescovato ou il circolo di Santa Maria di Nebbio, dans lequel les évêques de Nebbio exercent la juridiction temporelle sur une étendue de plus de douze milles (soit environ 15 km) autour de l'église cathédrale Santa Maria[16]. Ce domaine couvrait les cinq pievi de Canari, Nonza, Patrimonio, Santo Quilico et Santo Pietro[18].
- Vers 1550, la pieve comptait environ 550 habitants. Elle était l'une des cinq pievi de la province du Nebbio qui étaient Patrimonio, Olmetta, Oletta, Farinole, Santo Pietro et Santo Quilico et relevait de la juridiction de Bastia[18]. Les lieux habités à l'époque s'appelaient lo Palazzo, la Ficagia, la Picinasca, lo Cardeto, lo Calvello, la Feruciasca, Barbagio, Brigheta, Casatico.
- 1554 : durant le mois de novembre, le comte Alberico Alberico Lodrone, envoyé avec Carlo Orsino par le prince Andrea D'Oria avec les pleins pouvoirs, sortit de Saint-Florent avec deux compagnies de ses Allemands et saccagea tout le village de Patrimonio, qui se trouve près de là, afin de punir les habitants qui l'inquiétaient sans relâche ; il ne resta qu'une tour qui se défendit vaillamment et dont l'assaut coûta la vie à un certain nombre d'Allemands et de Corses[19].
- Au XVIIIe siècle, les pievi de Bigorno et de Patrimonio forment la pieve des Costiere. « Le sopradette Pieui notate col nome di Costiera si intendono la Pieui di Bigorno, e Patrimonio [...] » - Francesco Maria Accinelli.

#### Durant la grande révolte des Corses contre Gênes[20]
- 1730 : 21 février. Le gouverneur génois Felice Pinelli arrivé à Bastia le 27 mai 1728, apprend que Feringule, Patrimoniu, San Fiurenziu et Algaiola sont assiégés et que Corti et Ruglianu sont tombés aux mains des Corses. Il écrit à Mgr Gaetano Aprosio, évêque du Nebbiu, pour lui demander d'intervenir auprès des assiégeants de San Fiurenziu.
- 1730 : mars, le gouverneur concède cent fusils aux gens de Lota qui ont pris parti pour la République. Il arme de la même façon le Nebbio, principalement Feringule et Patrimoniu sous la garantie des nobles Stefanini et Calvelli, puis Barbaghju, Santu Petru, Vallecalle et Nonza. La pieve fait sa soumission avant le 25 mars.
- 1731 : 29 mars. Les habitants du Nebbio, sous les ordres de Poletti, d'Olmeta, mettent le siège devant San Fiurenziu.
- 1731 : fin août, soumission du Nebbio à Camille Doria, nouveau commissaire général.
- 1732 : 23 avril, Schmettau quitte San Fiurenziu ; il occupe le Nebbio où était Giafferi, puis la Costiera jusqu'à Tenda, et Lento.
- 1733 : 5 mars. Giambattista Curli, de Savona, est nommé évêque du Nebbio en remplacement de Mgr Aprosio, décédé. Il prendra possession de son poste en avril. (Les "concessions gracieuses" stipulaient que dorénavant les évêques pouvaient être de nationalité corse).
- 1736 : Mai, Théodore, baron de Neuhoff, élu roi de Corse le 13 avril, occupe le Nebbio.
- 1737 : mars. Ghj. N. Natali attaque le Nebbio, dévoué à Gênes, et y trouve la mort.
- 1739 : mai. Le Nebbio fournit à Maillebois, des hommes pour former des compagnies de volontaires corses.
- 1741 : 14 mai. Romualdu Massei, de Bastia, est nommé à l'évêché du Nebbio.
- 1745 : 15 novembre. Le comte Dumenicu Rivarola, qui a soulevé le Nebbio et les Costiere, établit son camp à San Bancraziu. Il y sera élu général le 17 novembre.
- 1747 : 3 mars. Le Conseil suprême met en garde le Nebbio et le Capicorso contre les agissements d'éléments pro-génois et annonce l'envoi de troupes pour rétablir l'autorité du gouvernement national.
- 1751 : mai. M. de Fontète reçoit l'ordre d'évacuer le Delà-des-Monts et de rassembler les troupes françaises dans le Nebbio.
- 1753 : 23 mai. Consulte des populations du Nebbio qui interdisent toute intervention des Corses de l'intérieur dans l'administration de la justice.
- 1754 : 11 février. Pacification du Nebbio par les troupes venues de Balagna.
- 1755 : 5 novembre. G.G. Grimaldi, qui vient de prendre le commandement de San Fiurenziu, interdit l'accès de la ville aux habitants du Nebbio, ainsi que tout commerce entre le préside et la province. Le 2 décembre, Paoli installe son Q.G. à Muratu et convoque une consulte des populations du Nebbio pour le surlendemain.
- 1764 : 22 août : trois généraux et 1 200 soldats français quittent Bastia et Saint-Florent, opèrent le 24 une jonction à Nonza et le 29 occupent tout le Cap Corse défendu par 300 patriotes. En septembre la France occupe Nebbio, Marana, Vescovato, mais les Corses reprennent Oletta, Patrimonio, Lucciana, et remportent une belle victoire sur 500 Français et le colonel de Ludre à Borgo, le 10 octobre
- 1768 : fin mai. Un bataillon du régiment de Médoc débarque à Calvi. Les Corses qui sont sous les armes prennent position dans le Nebbio, le Capicorso et à Alata.

#### La Corse française
- 1789 : la Corse fait partie du royaume de France.
- 1790 : avec la Révolution française est créé le département de Corse.
- 1793 : an II. Les départements de El Golo (l'actuelle Haute-Corse) et du Liamone sont créés. La commune portait le nom de Patrimonio, dans le canton de San Fiorenzo, dans le district de Bastia.
- 1794 : Hood aide Pascal Paoli alors maître de presque toute l'île, à occuper Saint-Florent, Patrimonio, Bastia et Calvi. Mais Hood saccage Centuri et Macinaggio. Londres impose le vice-roi Gilbert Elliot et la venue de Paoli à Londres (via Saint-Florent, octobre 1795).
- 1801 : la commune se trouve dans le canton de San Fiorenzo, l'arrondissement de Bastia, le département de El Golo.
- 1828 : le canton de San Fiorenzo prend le nom de canton de Saint-Florent[21].

### Époque contemporaine
- 1954 : les communes de Barbaggio, Farinole, Saint-Florent et Patrimonio composent le canton de Saint-Florent.
- 1973 : de nouveaux cantons sont créés. Le Canton de la Conca-d'Oro (chef-lieu Oletta) est créé avec la fusion imposée des anciens cantons d'Oletta et de Saint-Florent.
- 1975 : la Corse est à nouveau partagée en deux départements. Patrimonio se trouve dans celui de Haute-Corse.

## Économie
Patrimonio est réputé pour la qualité de son vin (AOC). L'AOC Patrimonio était connu depuis des décennies hors de l'île. La région de Patrimonio a été la première de l'île à obtenir l'appellation d'origine contrôlée en 1968. Par ailleurs, le vin muscat produit à Patrimonio revêt l'AOC Muscat du Cap Corse.
L'essentiel des ressources de la commune provient de la vigne. Elle est exploitée par dix viticulteurs dont une coopérative, la Sica des Vignerons de Patrimonio.
Les vins de Patrimonio ont fait l'objet de fraudes nombreuses dès le début du XXe siècle. Dans un article du quotidien Corse-matin, paru le 11 novembre 2008, on peut lire : « Le fameux retour des rapatriés d'Afrique du Nord va donner un vignoble débridé avec toutes sortes de vinification, irrigation des vignes, chaptalisation, mouillage (rajout d'eau dans le vin !), rendements poussés jusqu'à 200 hectolitres par hectare... La situation devient critique pour les vignerons de Patrimonio ».
La proximité de l'agglomération bastiaise procure de l'emploi à de nombreux habitants.

## Politique et administration

### Liste des maires
| Période                                  | Période       | Identité            | Étiquette      | Qualité   |
| ---------------------------------------- | ------------- | ------------------- | -------------- | --------- |
| avant 1868                               |               | Joseph Léandri      |                |           |
| avant 1981                               | ?             | Marcel Delaire      | DVG            |           |
| mars 2001                                | mars 2014     | Guy Maestracci      | PRG            | .         |
| mars 2014                                | Novembre 2017 | José Poggioli       | DVD            | Ingénieur |
| novembre 2017                            | mai 2020      | Jean-Baptiste Arena | Core in Fronte | Vigneron  |
| mai 2020                                 | En cours      | José Poggioli       | DVD            | Ingénieur |
| Les données manquantes sont à compléter. |               |                     |                |           |

## Population et société

### Démographie
L'évolution du nombre d'habitants est connue à travers les recensements de la population effectués dans la commune depuis 1800. Pour les communes de moins de 10 000 habitants, une enquête de recensement portant sur toute la population est réalisée tous les cinq ans, les populations de référence des années intermédiaires étant quant à elles estimées par interpolation ou extrapolation. Pour la commune, le premier recensement exhaustif entrant dans le cadre du nouveau dispositif a été réalisé en 2004.

En 2022, la commune comptait 877 habitants, en évolution de +13,6 % par rapport à 2016 (Haute-Corse : +5,15 %, France hors Mayotte : +2,11 %).
| 1800 | 1806 | 1821 | 1831 | 1836 | 1841 | 1846 | 1851 | 1856 |
| ---- | ---- | ---- | ---- | ---- | ---- | ---- | ---- | ---- |
| 517  | 452  | 475  | 464  | 482  | 540  | 576  | 558  | 544  |

| 1861 | 1866 | 1872 | 1876 | 1881 | 1886 | 1891 | 1896 | 1901 |
| ---- | ---- | ---- | ---- | ---- | ---- | ---- | ---- | ---- |
| 532  | 574  | 605  | 635  | 669  | 684  | 620  | 559  | 735  |

| 1906 | 1911 | 1921 | 1926 | 1931 | 1936 | 1946 | 1954 | 1962 |
| ---- | ---- | ---- | ---- | ---- | ---- | ---- | ---- | ---- |
| 557  | 567  | 542  | 750  | 759  | 757  | 584  | 513  | 345  |

| 1968 | 1975 | 1982 | 1990 | 1999 | 2004 | 2006 | 2009 | 2014 |
| ---- | ---- | ---- | ---- | ---- | ---- | ---- | ---- | ---- |
| 393  | 397  | 447  | 546  | 645  | 667  | 668  | 665  | 724  |

| 2019 | 2022 | - | - | - | - | - | - | - |
| ---- | ---- | - | - | - | - | - | - | - |
| 876  | 877  | - | - | - | - | - | - | - |

### Enseignement
L'école primaire publique se situe à Santa Maria, le centre de la commune. Le collège public le plus proche se trouve à Saint-Florent, distant de 6 km. Les lycées plus proches sont situés à Bastia Montesoro, distant d'une quinzaine de kilomètres via le col de Teghime.

### Santé
Le Pôle de Santé de Patrimonio situé sur le site de la Maison des Vins est une structure de soins multidisciplinaire regroupant deux médecins généralistes et plusieurs professionnels paramédicaux tels que des kinésithérapeutes, une ostéopathe, une psychologue et une diététicienne. Des infirmiers sont également installés à Patrimonio. Le Centre hospitalier général de Bastia est distant de 14 km. Plusieurs cliniques se trouvent aussi à Bastia. Deux pharmacies sont à Saint-Florent.

### Cultes
L'église paroissiale San Martinu relève du diocèse d'Ajaccio.

### Manifestations culturelles et festivités
Chaque 11 novembre, jour de la fête patronale du village, a lieu la messe solennelle suivie de la procession du saint protecteur, saint Martin. De nombreuses confréries de l'île participent à cette cérémonie autour de la confrérie locale (A Cunfraternità San Martinu)

#### Festival international des Nuits de la Guitare de Patrimonio
Devenu très célèbre au fil des années, le festival international des Nuits de la Guitare accueille chaque année les meilleurs guitaristes mondiaux, guitares acoustiques et électriques dans tous les genres, flamencos, rock, country, blues et classiques. Il se déroule dans un amphithéâtre aménagé en plein air durant une semaine, la deuxième quinzaine de juillet. Le premier festival eut lieu en 1990, en trois soirées.
Patrimonio est considéré par certains spécialistes comme le « carrefour européen de la guitare ».

### Sports

#### Randonnées
Chemin « U San Martinu ». Depuis 2009, l'Institut européen du Patrimoine immatériel oral corse travaille à fédérer les élus de Corse autour d'un projet de chemin « U San Martinu ». Ce chemin d'environ 30 km devrait relier Ersa à Patrimonio par les cimes du Cap Corse. Il devrait ensuite traverser le reste de la Corse en direction de Bonifacio. La communauté de communes du Cap Corse a déjà apporté son soutien au projet.

## Culture locale et patrimoine

### Lieux et monuments
- Le pont romain

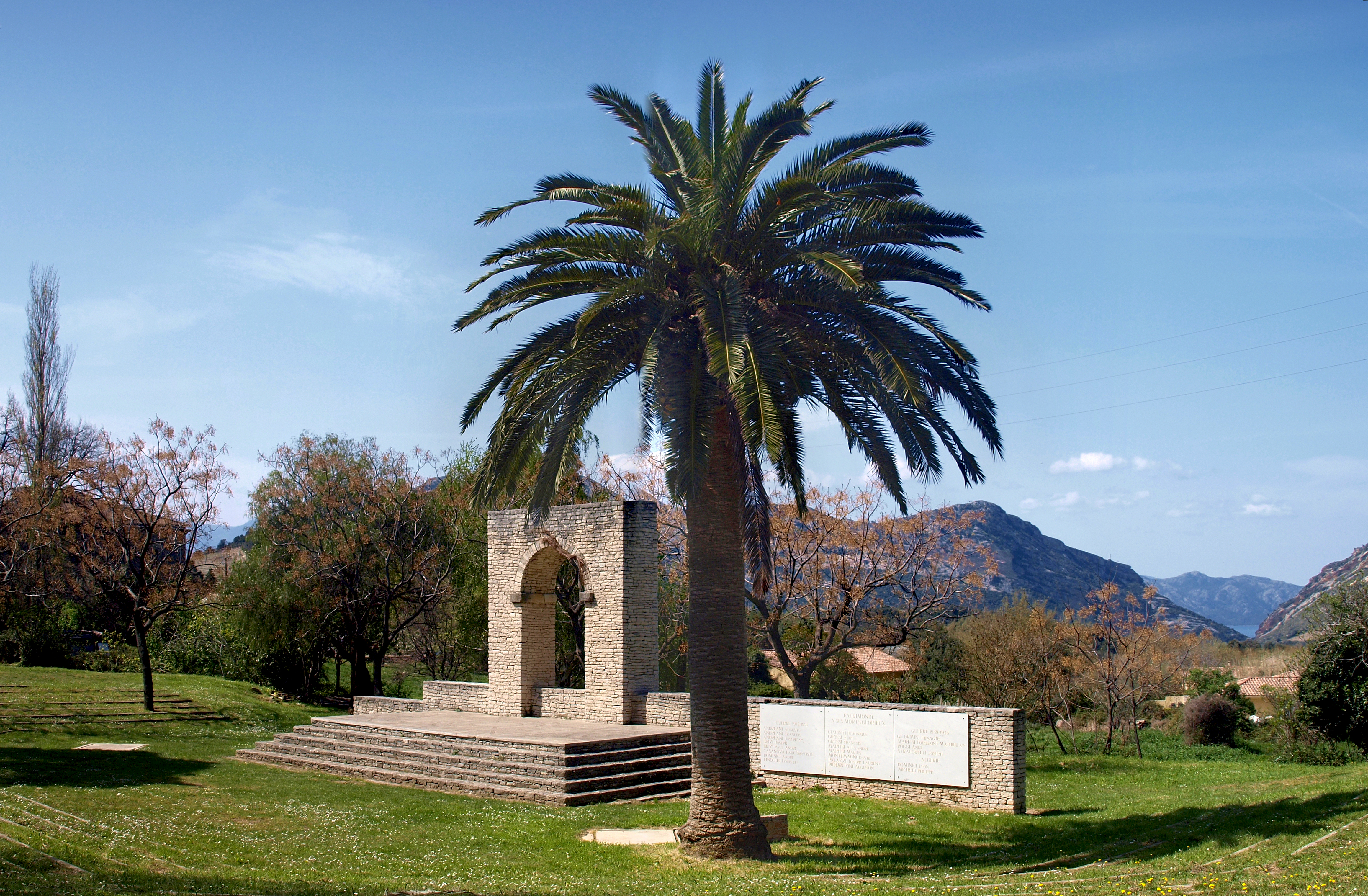
Monument aux morts et l'amphithéâtre où se déroule les spectacles.

- Le monument aux morts, et l'amphithéatre situé en bordure de la route de l'église.

#### Autre patrimoine civil

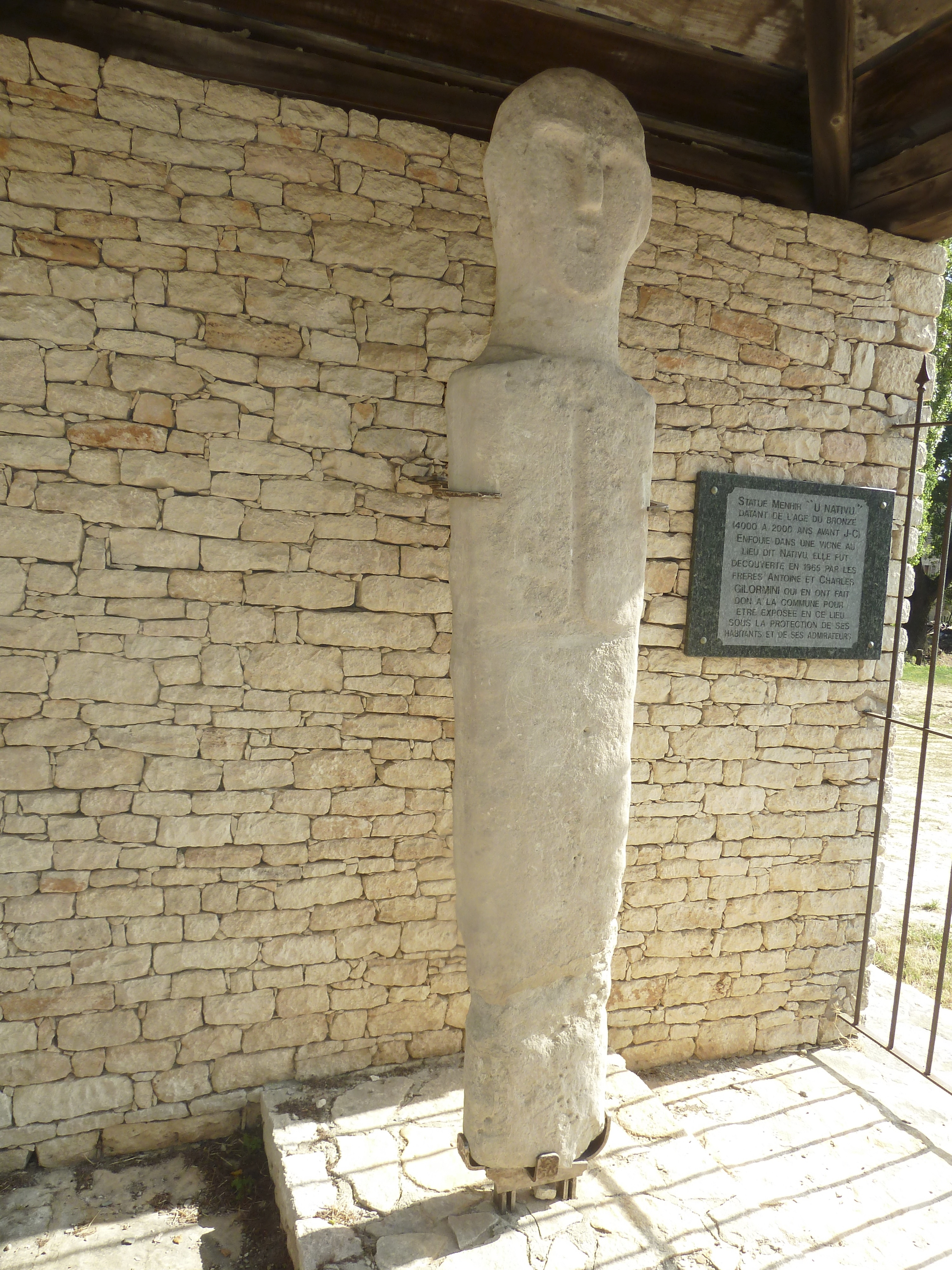
Statue-menhir de Patrimonio (Haute-Corse, France).

- Statue-menhir trouvé en 1964 dans une vigne à Barbaggio par deux agriculteurs, les frères Antoine et Charles Gilormini de Patrimonio (le menhir est appelé « u Nativu »). Elle a été placée dans l'amphithéâtre de verdure de Patrimonio où se déroule tous les étés le Festival des Nuits de la Guitare.

#### Église Saint-Martin
L'église San Martinu (Saint-Martin) est de style baroque. Propriété de la commune, elle est classée Monument historique par arrêté du 9 décembre 1939.
Elle renferme :
- un tableau d'autel Vierge à l'Enfant entre saint Jean-Baptiste et saint Laurent avec cadre. Cette œuvre de Badarocco Giuseppe, date de la 1re moitié du XVIIe siècle. Elle est classée Monument historique par arrêté du 24 juillet 2002[28] ;
- un tableau avec cadre les apôtres autour du sarcophage de la Vierge œuvre de Lanfranco, de l'école italienne, datant du XVIIe siècle, ancien tableau d'autel. Il est classé Monument historique par arrêté du 4 octobre 2007[29].

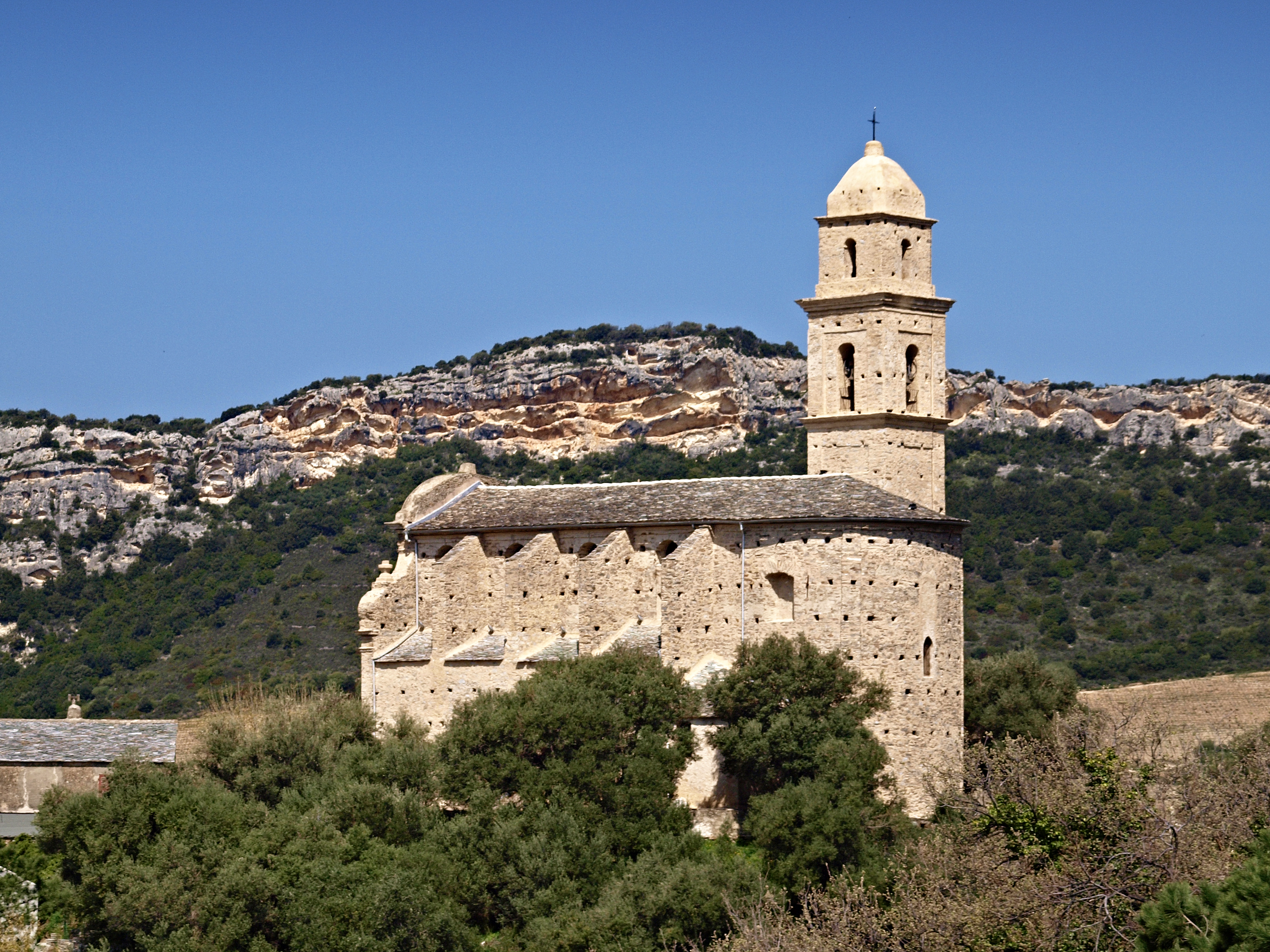
Église San Martinu en 2010.
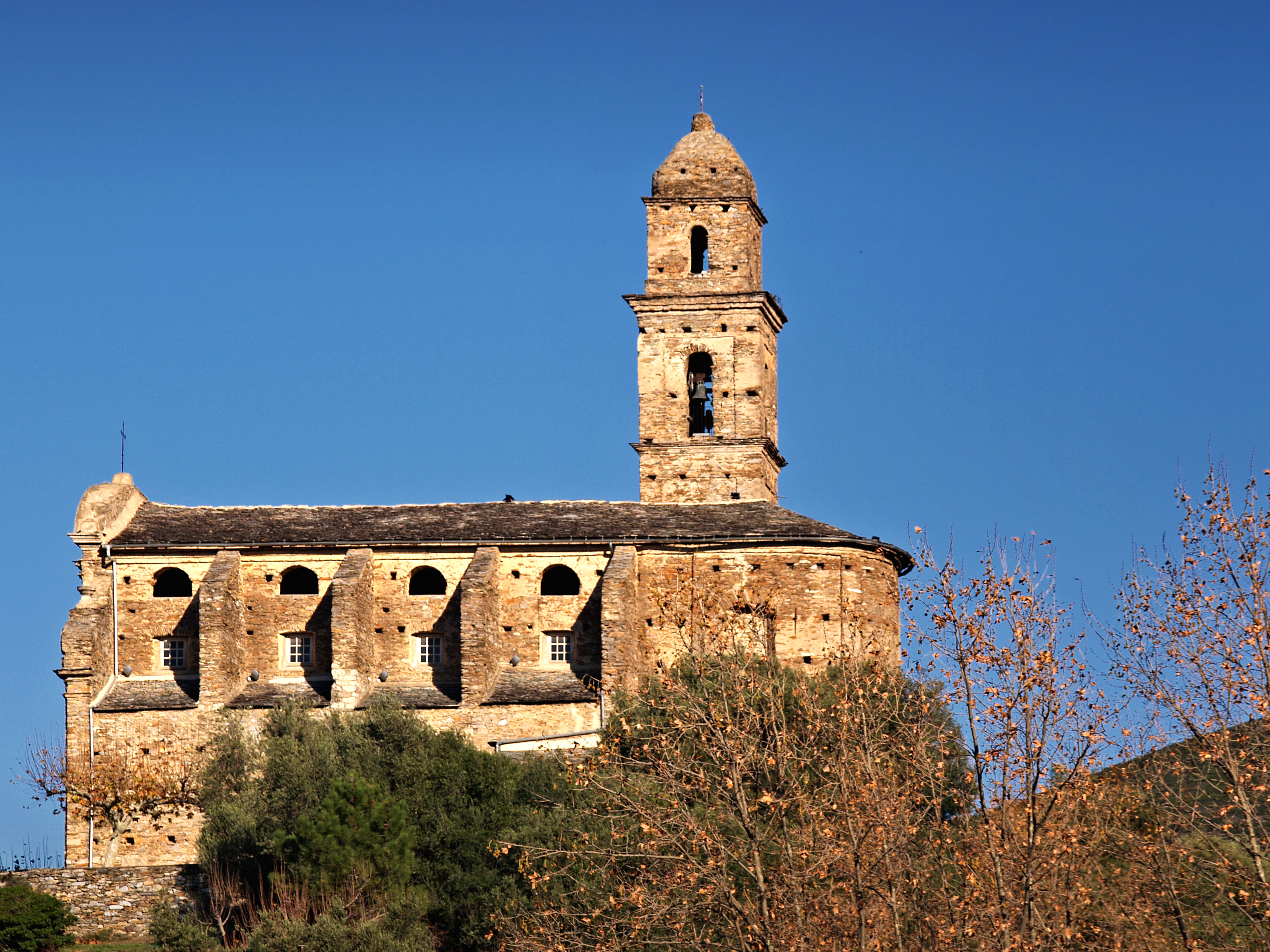
Église San Martinu en 2006.
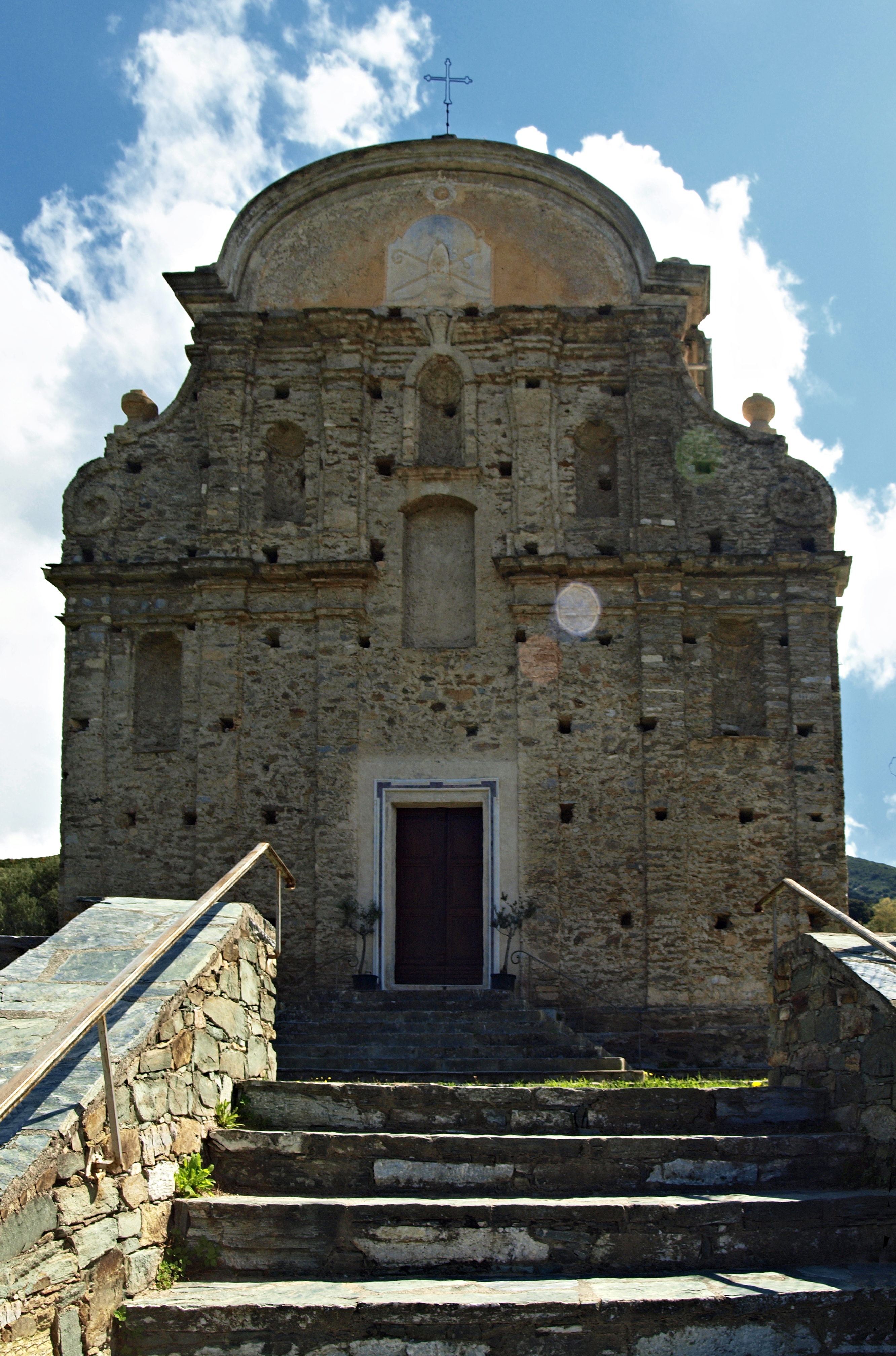
Fronton de l'église.

#### Chapelle Santa Maria Assunta

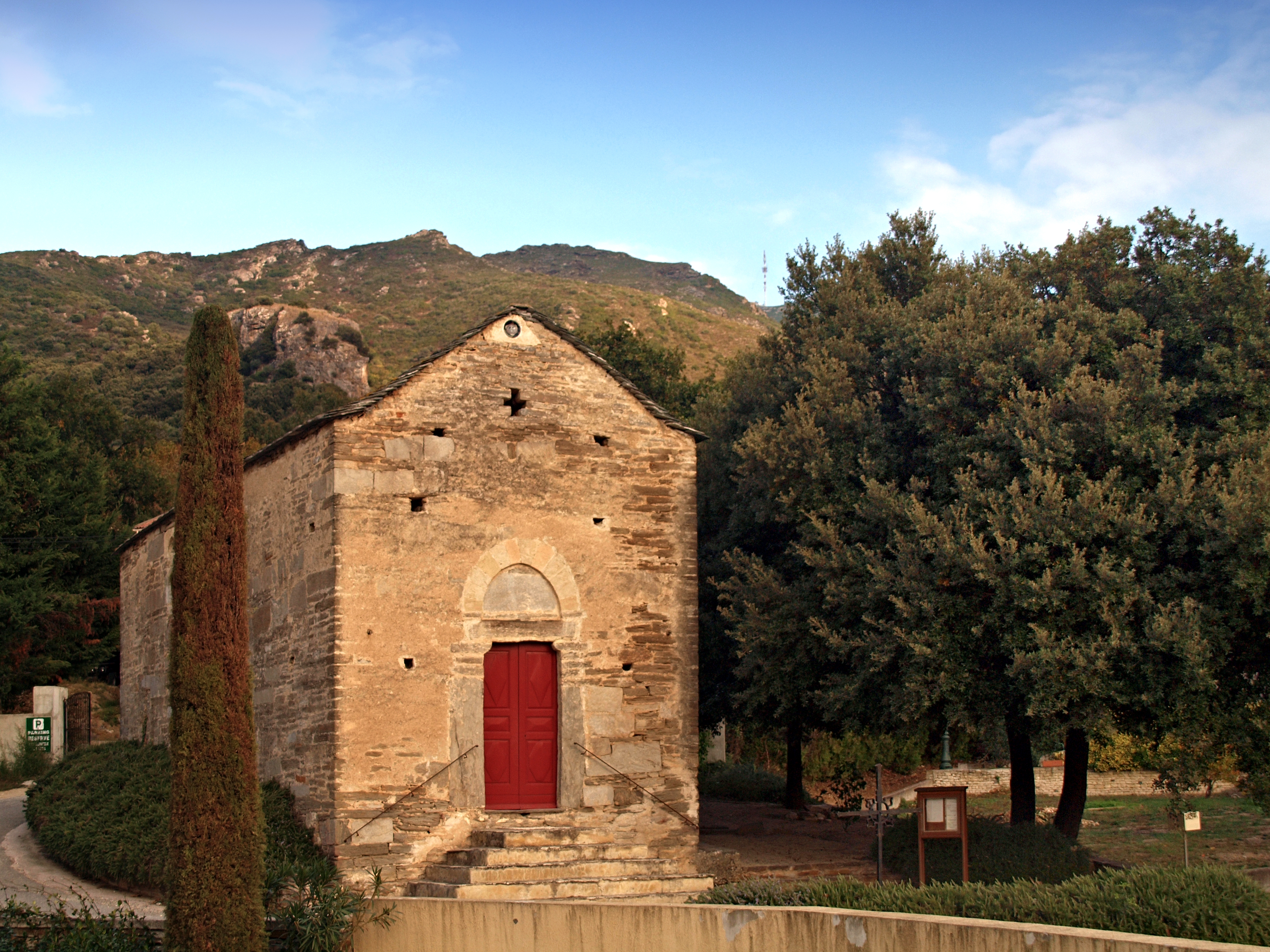
Santa-Maria Assunta.

Santa Maria Assunta est une petite chapelle située de nos jours au cœur du village. Cet édifice religieux d'architecture romane présente un plan simple, avec une nef unique sans abside et des façades dépouillées. Les façades latérales sont orientées nord et sud.
La façade principale est ornée d'arcature, avec un tympan aveugle séparé de la porte par un linteau monolithe rectangulaire, et est coiffée d'un arc plein cintre. La porte principale est comme toujours située sur la façade occidentale. Chacun des montants de la porte est constitué d'un bloc monolithique. La partie supérieure de la façade est percée d'une petite ouverture en forme de croix grecque.
Trois fenêtres étroites dites « fenêtres-meurtrières » ornent les façades nord, est et sud.
La chapelle a été restaurée au début du présent siècle. Elle n'est pas protégée.

### Patrimoine naturel

#### ZNIEFF
Patrimonio est concernée par quatre ZNIEFF de 2e génération :
Crêtes asylvatiques du Cap Corse (940004076)
La zone d'une superficie de 6 387 ha concernant vingt communes du Cap Corse ainsi que Bastia, englobe la quasi-totalité de la crête centrale du Cap Corse. La limite méridionale est marquée par le col de Teghime (Barbaggio), celle septentrionale par la punta di Gulfidoni au nord du la bocca di Santa Lucia, col « à cheval » sur Morsiglia et Meria. Les crêtes asylvatiques du Cap Corse représentent un système écologique singulier, avec une certaine homogénéité des milieux et des paysages rencontrés, et par sa richesse faunistique et floristique.
Défilé des Strette et collines calcaires de Saint-Florent
La zone composée de calcaires miocènes, d'une superficie de 401 ha, concerne quatre communes : Barbaggio, Patrimonio, Poggio-d'Oletta et Saint-Florent. Le site comprend les collines et falaises calcaires du monte Sant’Angelo (354 m) son culmen, une partie de celles de la Teia et du monte Silva Mala, ainsi que les gorges (Strette) du ruisseau de la Strutta jusqu’à son embouchure et du ruisseau de Poggio.
Oliveraies et maquis à chêne vert, arbousiers et lentisques dominants, constituent l'essentiel de la couverture végétale. De nombreuses espèces végétales rares ou très rares sont présentes dans les fissures des rochers uniquement calcaires, ainsi que de beaux peuplements d’euphorbe arborescente sur les vires et falaises calcaires.

Les deux petits ruisseaux précités sont bordés d’une ripisylve à peuplier noir dominant. Au niveau des Strette, se trouvent des nériaies, groupement végétal thermophile très rare en région méditerranéenne nord occidentale.
Ponte Albino et abords
La zone correspond au fond de la basse vallée du Fium Albino et du versant calcaire qui le surplombe en rive gauche depuis Ponte Albino. Ce petit cours d’eau se jette dans le golfe de Saint-Florent, en aval du lieu-dit « Ponte Albino ». Depuis ce lieu, la basse vallée du Fium Albino est surplombée par un versant escarpé composé de roche calcaire dont l’extrémité nord-ouest se termine dans la mer, à la « Punta di Saeta ». De part et d’autre de l’estuaire, la plage est composée de galets. Plus au nord-est, elle n’est plus composée que de sable. En rive droite la basse terrasse est largement exploitée par la viticulture tandis qu’en rive gauche les parcelles sont en friche.
Punta Vecchiaia
La zone située au nord-est de Saint-Florent, couvre une superficie de 17 ha de la commune. La punta Vecchiaia constitue l'extrémité ouest du golfe de Saint-Florent. La zone reposant sur des calcaires bioclastiques et récifaux contenant une abondante faune (miocène inférieur et moyen), s'étend depuis la punta di Saeta au nord, jusqu'à environ 400 mètres au sud de la Calanca di a Torre. Elle est couverte d'un maquis haut à arbousiers et bruyères, avec quelques chênes verts et pins d'Alep épars.

### Héraldique
| Blason de Patrimonio | Blason  | D'azur à l'oranger arraché d'argent fruité d'or, accompagné en chef de trois étoiles de huit rais aussi d'argent, rangées en fasce. |
| Blason de Patrimonio | Détails | Le statut officiel du blason reste à déterminer.                                                                                    |

## Jumelage
- Bechtolsheim, Allemagne